# Project CARS (serie)
Project CARS era una serie de videojuegos de carreras desarrollada por Slightly Mad Studios y publicada por Bandai Namco Entertainment. La franquicia se introdujo en 2015 y recibió una secuela en 2017, con el tercer videojuego de la serie que se anunció en 2018 y se realizó en 2020.

## Juegos
| Videojuego     | GameRankings    | Metacritic                             |
| -------------- | --------------- | -------------------------------------- |
| Project CARS   | Sin información | 84/100 (PC) 83/100 (PS4) 81/100 (XONE) |
| Project CARS 2 | Sin información | 84/100 (PC) 82/100 (PS4) 84/100 (XONE) |
| Project CARS 3 | Sin información | 70/100 (PC) 73/100 (PS4) 68/100 (XONE) |

### Project CARS(2015)
El primer videojuego de la serie se lanzó inicialmente el 6 de mayo de 2015. Estaba disponible en Microsoft Windows, PlayStation 4 y Xbox One. Una edición completa, titulada Project CARS Game of the Year Edition, fue lanzada el 6 de mayo de 2016. El juego fue generalmente bien recibido en el momento del lanzamiento y había vendido 2 millones de copias hasta octubre de 2016.

### Project CARS 2(2017)
Project CARS 2 fue anunciado como la secuela del éxito de Project CARS. Contaba con 140 diseños de pistas en 60 lugares diferentes y 189 autos que van desde karts hasta superdeportivos, incluidos Porsche, Ferrari, Lamborghini, etc. Estaba disponible en todo el mundo el 22 de septiembre de 2017 para las plataformas Microsoft Windows, PlayStation 4 y Xbox One. El juego recibió críticas positivas y ganó el premio al Mejor Juego de Simulación de Gamescom 2017.

### Project CARS3 (2020)
Project CARS 3 se anunció en diciembre de 2018. En noviembre de 2019, Slightly Mad Studios, el desarrollador de la franquicia, fue adquirido por Codemasters, desarrollador y editor británico de videojuegos conocido por las series de Fórmula Uno, Colin McRae Rally y Dirt, TOCA y Grid, lo que significa que Codemasters ahora tiene los derechos de los títulos de Project CARS. A diferencia de los juegos anteriores, presenta un juego de arcade y fue creado como un sucesor espiritual de Need for Speed: Shift. El juego fue lanzado el 28 de agosto de 2020.

### Project CARS GO(2021)
En mayo de 2018, Slightly Mad Studios anunció el título derivado Project CARS GO para dispositivos móviles, que estaba siendo desarrollado conjuntamente por Gamevil. Al igual que la serie principal, presentaría autos con licencia y personalización de vehículos. No fue hasta febrero de 2021 cuando Gamevil confirmó que lanzarían el juego para dispositivos Android e iOS el 23 de marzo de 2021. Antes del lanzamiento, el juego tenía un período de beta abierta para usuarios de Android en Finlandia, Dinamarca, Suecia y los Países Bajos desde el 26 de enero hasta el 11 de marzo.